# L'amore si odia
L'amore si odia è un brano composto da Diego Calvetti e Marco Ciappelli, che compare nella seconda traccia dell'album del 2009 Sulla mia pelle dell'artista italiana Noemi che la esegue in coppia con Fiorella Mannoia.
In quello stesso anno il brano uscì come singolo dopo il successo estivo di Briciole e fu incluso anche nella compilation di cover Ho imparato a sognare di Fiorella Mannoia.

## Il brano
La musica del brano è di Diego Calvetti, che ne ha composto anche il testo insieme a Marco Ciappelli.
L'amore si odia è la seconda traccia dell'album Sulla mia pelle di Noemi nonché primo singolo da esso estratto, circa un mese prima dell'uscita dell'album.
La canzone entrò direttamente al primo posto della classifica italiana, diventando il primo numero uno di Noemi e di Fiorella Mannoia. Secondo le classifiche ufficiali il singolo si trova al 6º posto tra i più venduti nel 2009 in Italia.
Il brano entrò in rotazione radiofonica il 4 settembre 2009.
L'amore si odia anticipò l'uscita dell'album di Noemi Sulla mia pelle, avvenuta il 2 ottobre successivo.
La prima esecuzione dal vivo fu il 10 settembre 2009 durante la prima puntata della terza edizione di X Factor, in occasione della quale fu consegnato all'artista il disco d'oro per la vendita di oltre 50 000 copie dell'album di debutto Noemi.
Il brano debuttò direttamente alla vetta della Top Singoli, posizione mantenuta anche durante la seconda settimana; il brano permase in classifica per circa cinque mesi.
Il 27 novembre 2009 uscì l'album di Fiorella Mannoia Ho imparato a sognare, in cui il brano fu traccia bonus.
Mannoia allega al suo album un DVD in cui si trova anche il backstage della registrazione del brano con Noemi.
Alcune strofe del brano eseguite a cappella compaiono in uno spot di inizio 2010 per la promozione del cellulare Vodafone360 in cui la stessa Noemi diede la voce a uno dei personaggi di plastilina presenti nella pubblicità.
Il brano L'amore si odia viene inserito in cinque compilation:
- Strike![8]
- Maschi contro femmine - Femmine contro maschi[9]
- Love 2012
- Le 100 canzoni italiane di oggi
- Radio Italia Duets: le star insieme

## Vendite e riconoscimenti
Il singolo viene certificato multiplatino con oltre 60 000 download digitali. L'amore si odia debutta alla prima posizione della Top Singoli, posizione mantenuta anche la settimana successiva. Permane in classifica per quattro mesi e mezzo, durante i quali è spesso rientrato in top 3, l'ultima presenza in classifica è stata quella della 18ª settimana, quando occupa la dodicesima posizione.
Il brano ottiene ottimi risultati nei piazzamenti delle classifiche annuali, infatti raggiunge la 6ª nella classifica stilata da FIMI sui brani più venduti nel 2009. L'amore si odia rientra anche nella classifica Top 50 FIMI del primo semestre 2010 alla 41ª posizione. Nella classifica da gennaio 2009 a settembre 2010 il brano occupa il 5º posto. Il brano entra anche nella classifica annuale FIMI del 2010 alla 72ª posizione.
Il brano rientra anche per alcune settimane nella European Hot 100 Singles stilata da Billboard dove raggiunge l'81ª posizione in classifica.
Il 28 maggio 2010 a Verona Noemi e Mannoia ricevono il Wind Music Award come Online Single Track Platino per le vendite del brano L'amore si odia certificato successivamente multiplatino per le oltre 60 000 copie vendute.

## Il video
Il video musicale prodotto per L'amore si odia è stato girato dal regista Gaetano Morbioli. Il videoclip è stato pubblicato il 2 ottobre 2009 ed ha una durata di 3 min: 17 s. Un'anteprima di qualche secondo del video è stata mandata dal TG2 sempre il 2 ottobre durante un'intervista fatta a Noemi.
Nel video Noemi e Fiorella Mannoia sono due vicine di casa; nella prima scena si vede Noemi che rientra e Fiorella che esce da casa. Noemi è in casa con il suo ragazzo, nel frattempo nella casa a fianco Fiorella sta guardando la TV. Nella sequenza d'immagini successive degli amici vanno a trovare Fiorella, mentre Noemi rientra a casa. Dopo un po' il ragazzo di Noemi bussa alla sua porta con un mazzo di rose rosse che lei ben accetta. Nel frattempo la sua vicina, rimasta sola in casa, ha una discussione telefonica che termina con la rottura di un vaso di rose rosse. Noemi ha un acceso litigio con il suo ragazzo e proprio mentre questi sta andando via, Fiorella rientra. Giunge la sera e Noemi è seduta sola fuori casa, Fiorella, che stava accogliendo i suoi amici in casa, decide di invitare anche lei. Finita la serata, Noemi e Fiorella rimangono sedute a chiacchierare tra loro come due amiche.
Il 27 ottobre 2009 viene pubblicato il video del backstage del videoclip.
Noemi e Fiorella Mannoia con il videoclip de L'amore si odia ottengono una candidatura all'OGAE Video Contest 2010.

## Altre interpretazioni
Marco Mengoni, all'epoca concorrente della terza edizione di X Factor, eseguì tale brano nella terza puntata dello spettacolo.
Successivamente ne reincise una nuova versione inclusa in Dove si vola.
Nell'album dal vivo di Fiorella Mannoia Il tempo e l'armonia del 2010, pubblicato su CD e DVD, compare una versione acustica del brano con Noemi come ospite.
Nell'album dal vivo di Noemi Rosso live del 2012, L'amore si odia compare eseguita sia da sola che in coppia con Mannoia; nello stesso anno, in un ennesimo disco dal vivo della stessa Mannoia, Sud il tour, ne compare una versione eseguita senza Noemi.

## Tracce
Download digitale
1. Noemi e Fiorella Mannoia – L'amore si odia – 3:12 (testo: Diego Calvetti e Marco Ciappelli – musica: Diego Calvetti)

## Classifiche

### Massime posizioni
| Classifica (anno)         | Posizione più alta |
| ------------------------- | ------------------ |
| Italia (FIMI) (2009)      | 1                  |
| Europa (Billboard) (2009) | 81                 |
| Italia (FIMI) (2010)      | 9                  |

### Posizioni di fine anno
| Anno | Paese  | Posizione |
| ---- | ------ | --------- |
| 2009 | Italia | 6         |
| 2010 | Italia | 72        |

## Riconoscimenti
- 2010 - Wind Music Award: Online Single Track Platino[15]
- 2010 - Candidatura OGAE Video Contest 2010[22]

## Cultura di massa
Se fosse tutto facile, un romanzo di Maria Daniela Raineri pubblicato l'8 giugno 2010, prende il titolo da un verso del brano L'amore si odia. A differenza del brano, il romanzo tratta una storia d'amore difficile vista da un punto di vista maschile.

## Incisioni e versioni
| Anno | Artista                  | Provenienza                                   | Durata       | Note                   |
| ---- | ------------------------ | --------------------------------------------- | ------------ | ---------------------- |
| 2009 | Noemi e Fiorella Mannoia | Sulla mia pelle                               | 3 min : 12 s |                        |
| 2009 | Noemi e Fiorella Mannoia | Ho imparato a sognare                         | 3 min : 12 s |                        |
| 2009 | Noemi                    | Sulla mia pelle                               | 3 min : 09 s | Bonus track            |
| 2009 | Noemi e Fiorella Mannoia | Strike!                                       | 3 min : 12 s |                        |
| 2009 | Marco Mengoni            | Dove si vola                                  | 2 min : 52 s |                        |
| 2010 | Noemi e Fiorella Mannoia | Il tempo e l'armonia                          | 3 min : 45 s | Versione live acustica |
| 2010 | Noemi e Fiorella Mannoia | Il tempo e l'armonia (Deluxe Edition)         | 3 min : 45 s | Versione live acustica |
| 2011 | Noemi e Fiorella Mannoia | Maschi contro femmine - Femmine contro maschi | 3 min : 09 s |                        |
| 2012 | Noemi e Fiorella Mannoia | Love 2012                                     | 3 min : 12 s |                        |
| 2012 | Noemi                    | Rosso live                                    | 3 min : 54 s | Versione live          |
| 2012 | Noemi e Fiorella Mannoia | Rosso live                                    | 4 min : 57 s | Versione live          |
| 2012 | Fiorella Mannoia         | Sud il tour                                   | 4 min : 27 s | Versione live          |
| 2013 | Noemi e Fiorella Mannoia | Le 100 canzoni italiane di oggi               | 3 min : 06 s |                        |
| 2013 | Noemi e Fiorella Mannoia | Radio Italia Duets: le star insieme           | 3 min : 09 s |                        |
| 2016 | Noemi e Fiorella Mannoia | Amiche in Arena                               |              | Versione live          |
| 2016 | Noemi e Fiorella Mannoia | Amiche in Arena (dvd)                         |              | Versione live          |